# Aeroporto di Gjakova
L'Aeroporto di Gjakova, operativo in particolare per il supporto della missione internazionale Kosovo Force (KFOR), durante la Guerra del Kosovo alla fine degli anni novanta del XX secolo e in seguito per circa 14 anni, sotto la gestione dell'Aeronautica Militare Italiana. A marzo 2018 risulta chiuso ma in futuro potrebbe essere riaperto per essere usato per traffico di compagnie aeree low-cost e cargo.

## Storia
L'aeroporto fu costruito dalla Kosovo Force (KFOR), la forza militare internazionale guidata dalla NATO attiva per la Guerra del Kosovo del 1999, vicino a un campo di aviazione utilizzato per scopi agricoli, e fu utilizzato principalmente per voli militari e umanitari. Il 18 dicembre 2013 l'aeroporto è stato consegnato al governo del Kosovo dall'Aeronautica militare italiana.
Sotto la gestione dell'aeronautica italiana, l'aeroporto di Gjakova gestì più di 27000 aerei, 220000 passeggeri e il trasporto di oltre 40000 tonnellate di merci.
Il governo locale e nazionale intende offrire l'aeroporto di Gjakova per operazioni con partnership pubblico-private allo scopo di trasformarlo in un aeroporto civile e commerciale.